# Charles W. Fairbanks

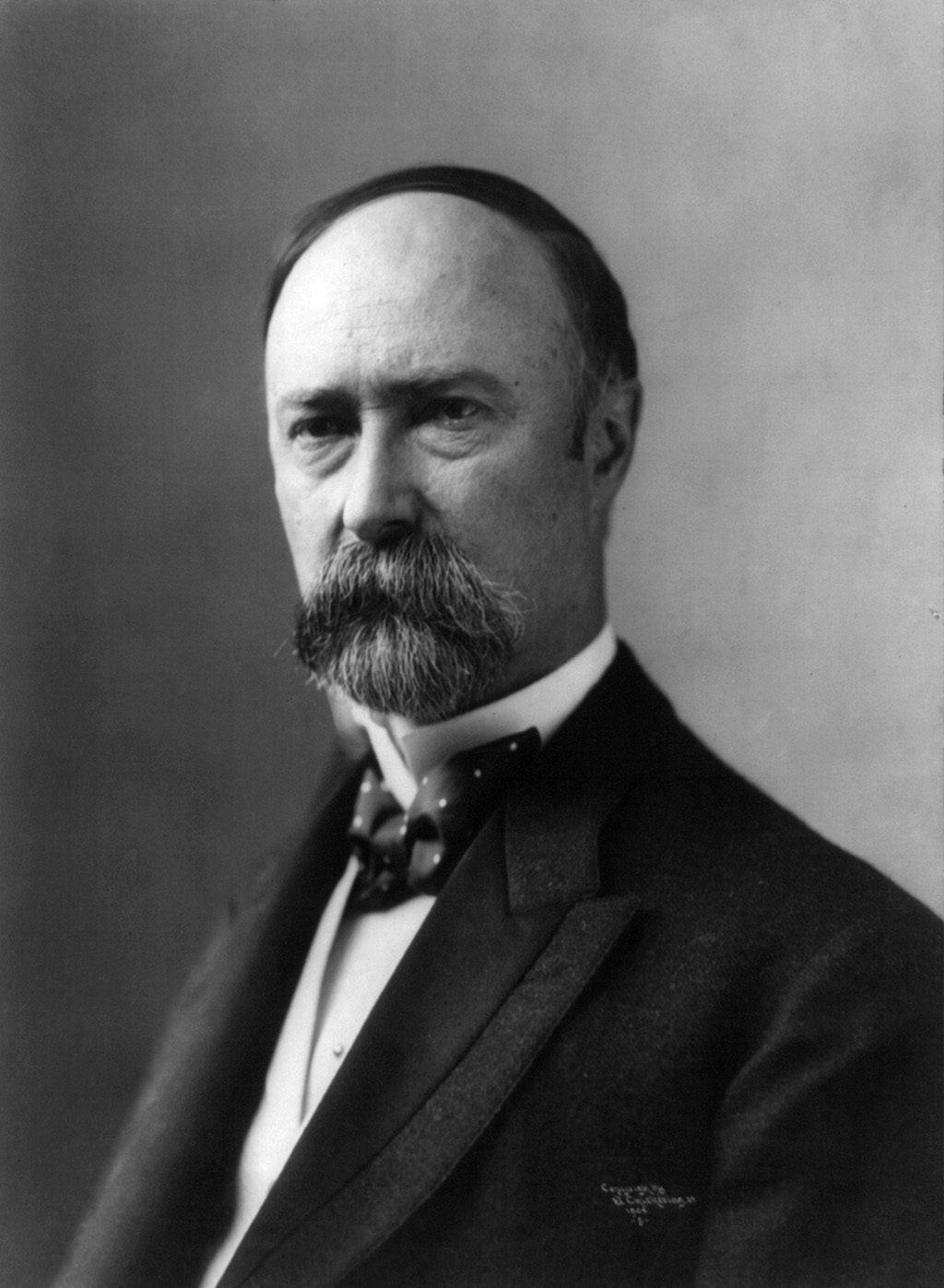
Charles W. Fairbanks

Charles Warren Fairbanks (Unionville Center (Ohio), 11 de maig de 1852 - Indianapolis (Indiana), 4 de juny de 1918) fou un polític estatunidenc del Partit Republicà que va exercir de senador per Indiana (1897-1905) i de vicepresident (1905-1909) amb el president Theodore Roosevelt.

## Biografia
Nascut el 1852 en una cabana de trocs a prop d'Unionville Center, Ohio, Fairbanks descendia d'una família de puritans arribats a Amèrica el 1632. A casa seva es fuetejava els esclaus fugitius. Es va graduar a la universitat el 1872, després d'haver treballat en una granja. Durant els estudis universitaris i els primers anys després de la graduació, va fer periodisme polític. El 1874 es va traslladar a Indianapolis i va començar a treballar com a lletrat d'una companyia ferroviària. Li van anar bé les coses i aviat es va convertir en financer, i es va començar a interessar per l'alta política, amb el Partit Republicà. Elegit senador el 1897, va fer d'assessor presidencial durant la Guerra Hispano-estatunidenca, i el 1898 va participar en una coferència internacional a Quebec on es van fixar les fronteres entre el Canadà i Alaska, entre altres qüestions.
Fairbanks fou elegit vicepresident dels Estats Units junt amb el president Theodore Roosevelt el 1904, però aquest, que no optava a la reelecció el 1908, va donar suport a la nominació de William Howard Taft contra ell. Fairbanks va haver de tornar a fer d'advocat. El 1912, Fairbanks va donar suport a la reelecció de Taft contra el nou candidat de Roosevelt.
El 1916, Fairbanks va tornar a provar sort com a vicepresident, però va perdre les eleccions front al Partit Demòcrata. Fairbanks va tornar a exercir l'advocacia un cop més, però la salut li va començar a fallar i finalment va morir de nefritis el 1918.

## Llegat
La ciutat de Fairbanks (Alaska) fou anomenada així per ell, i també les petites localitats de Fairbanks (Minnesota), Fairbanks (Oregon) i Fairbanks Township (Michigan).
Charles Fairbanks té un monument funerari a Indianapolis, i el 2009 se li va dedicar una placa commemorativa al lloc on va néixer, a Unionville Center.